# 井原停留場
井原停留場（いはらていりゅうじょう）は、愛知県豊橋市井原町にある豊橋鉄道東田本線の停留場（電停）である。停留場番号は12。

## 歴史
- 1960年（昭和35年）6月1日：開業。
- 1982年（昭和57年）7月31日：運動公園前までの支線開業[1]に伴い、支線分岐装置と安全地帯を増設。

## 停留場構造
併用軌道上に単式の安全地帯3面2線を持つ。交差点を挟んで駅前方面行き・赤岩口行き・運動公園前行きの乗り場が分かれている。当停留場の乗車位置案内は「のりば」を参照。

### のりば
| のりば   | 路線              | 行先           |
| -------- | ----------------- | -------------- |
| （西側） | ■東田本線         | 駅前方面       |
| （東側） | ■東田本線         | 赤岩口方面     |
| （南側） | ■東田本線（支線） | 運動公園前方面 |

※案内上ののりば番号は設けられていない。

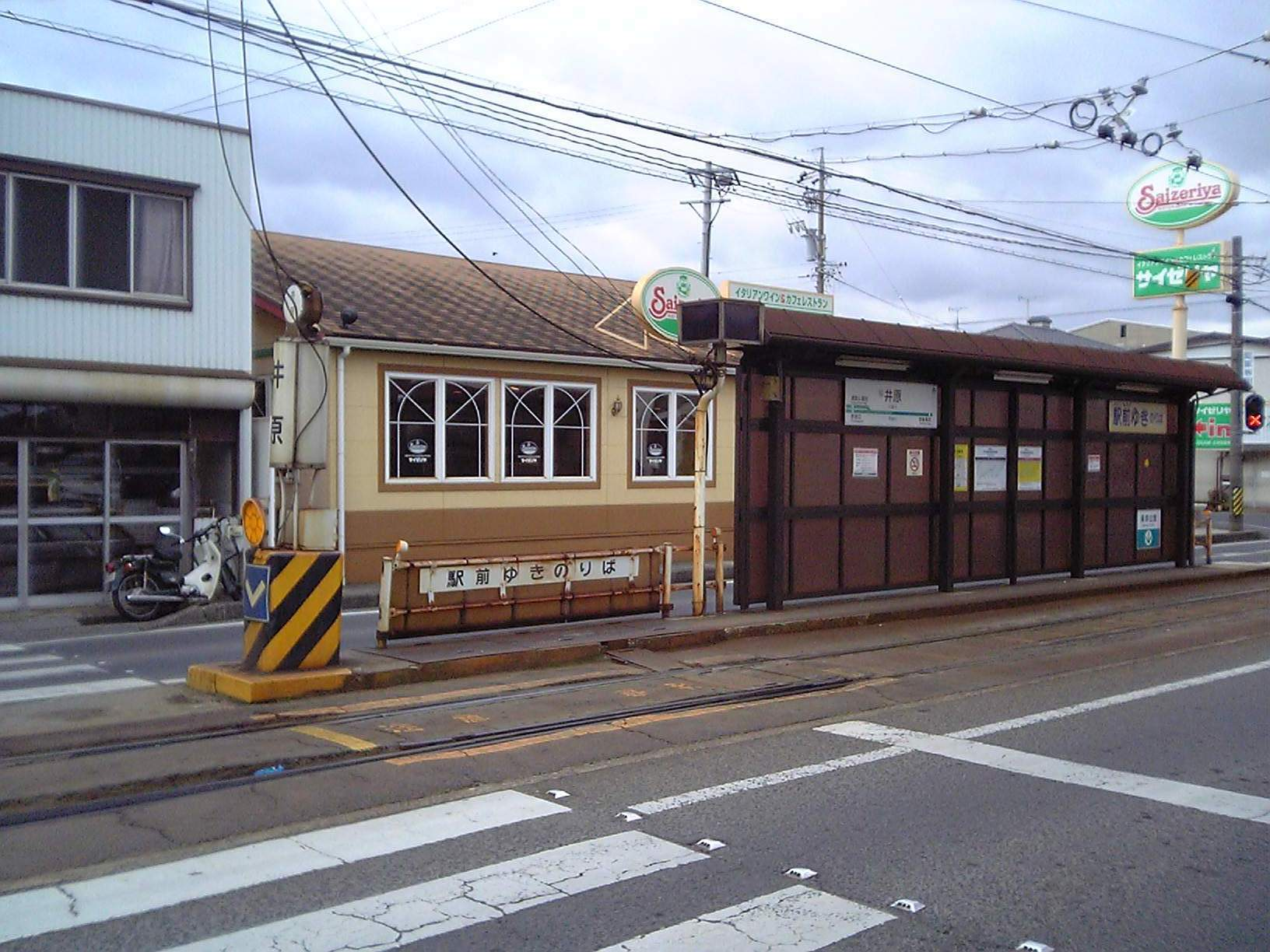
豊橋駅前方面乗り場（2010年1月）
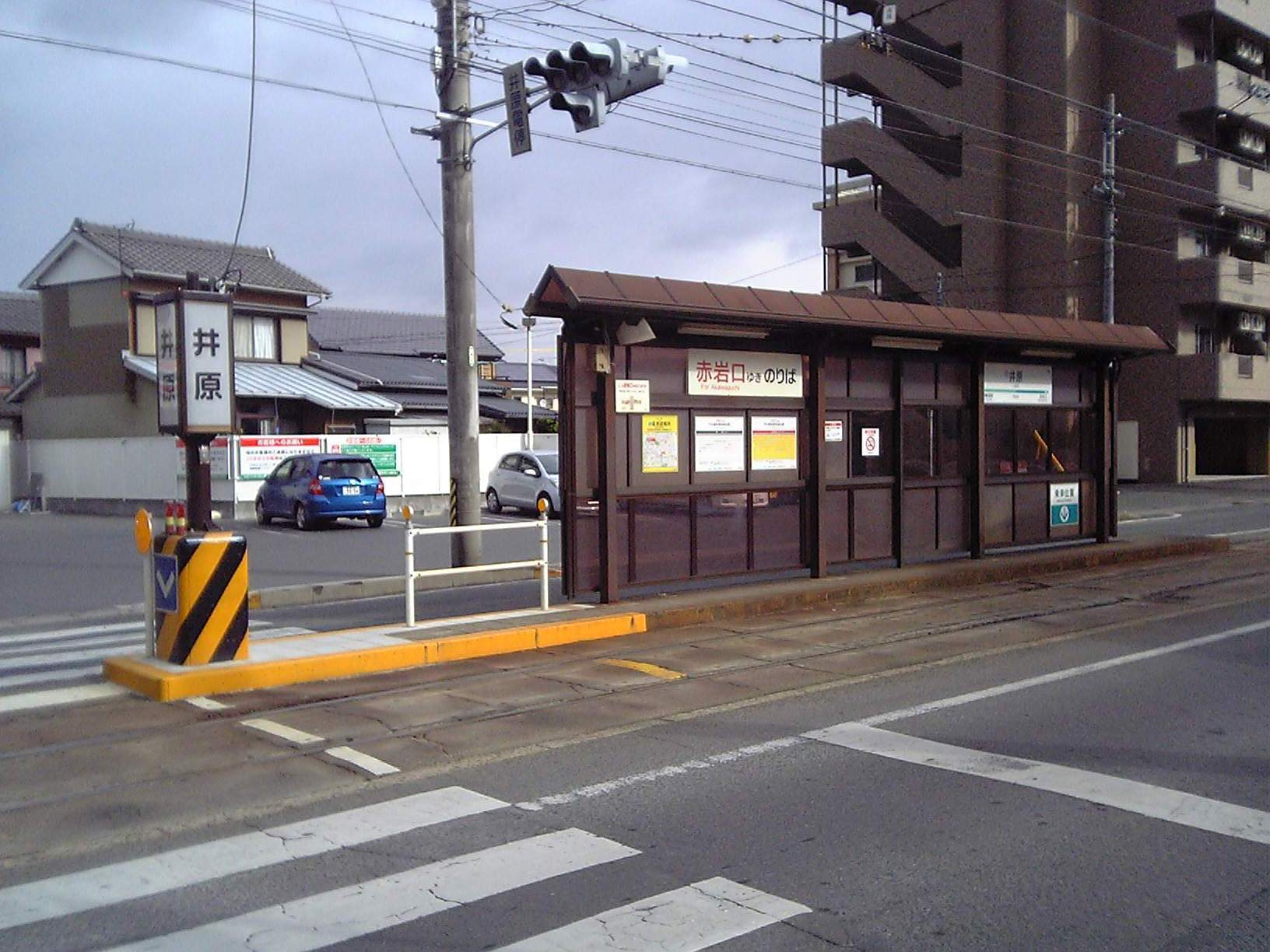
赤岩口方面乗り場（2010年1月）
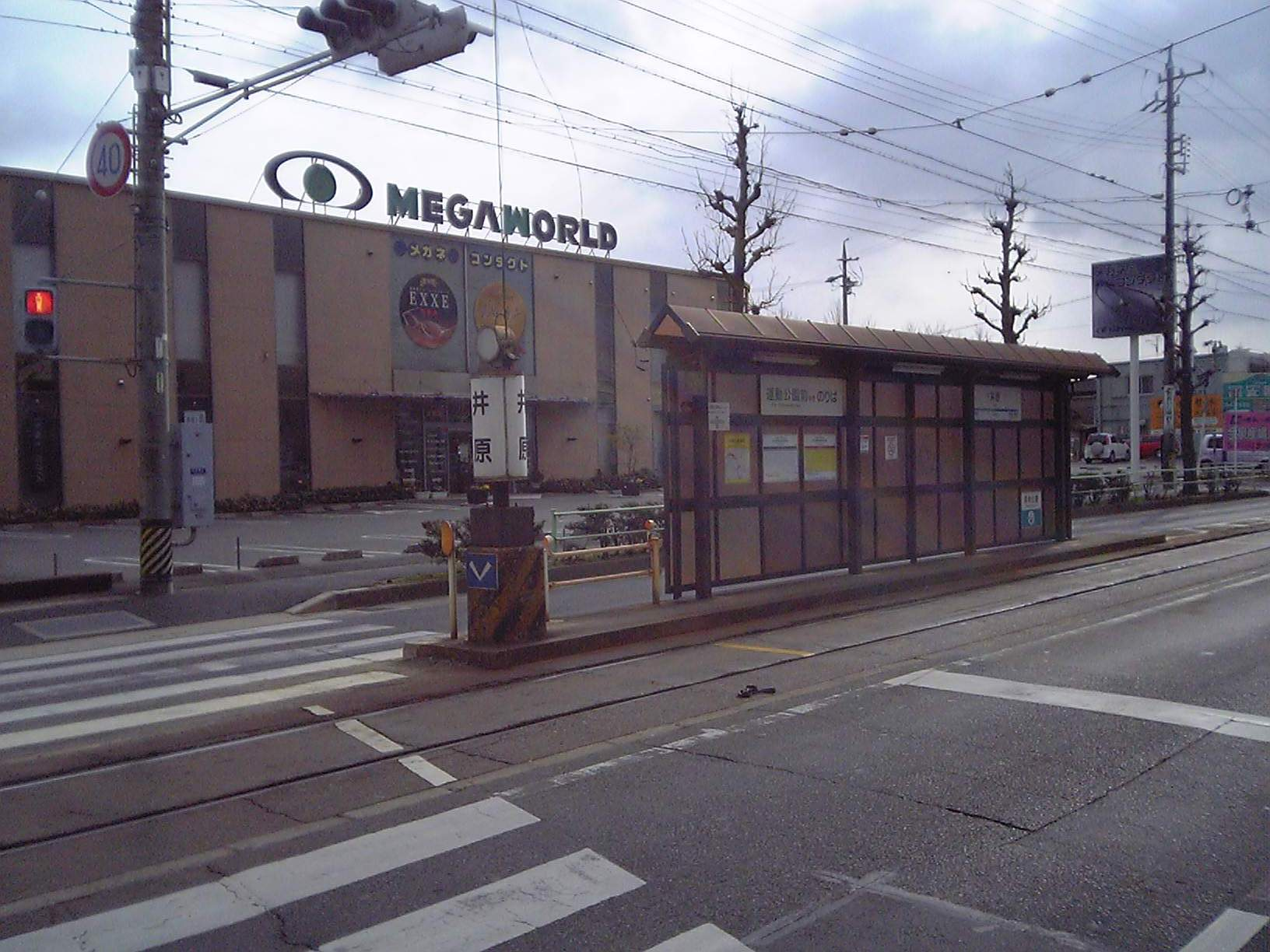
運動公園前方面乗り場（2010年1月）

## 停留場周辺
住宅や店舗の密集地にある。南へ少し離れた所に公園が2ヵ所設けられている。
- 豊橋信用金庫井原支店
- 豊橋商工信用組合東田支店
- 平川公園
- 東光公園
- 多米街道（豊橋市）
- 市電通り（豊橋市）
- 運動公園通り（豊橋市）

## 支線の急カーブ
交差点の中心付近から運動公園前方面へ向かう支線が急カーブを描いて分岐している。このカーブは半径11 mで、日本の鉄道線路の中で最も急なカーブである。このため、同社が所有する超低床車両のT1000形はこのカーブを曲がることができないため、赤岩口方面を発着する列車にしか使用されない。部分低床車両のモ800形も同様に入線できなかったが、車高を上げて台車カバーを撤去したことで入線できるようになったため、2018年（平成30年）4月から支線での運用を開始した。

## 隣の停留場
豊橋鉄道
■東田本線
競輪場前停留場 (11) - 井原停留場 (12) - 赤岩口停留場 (13)
■東田本線（支線）
井原停留場 (12) - 運動公園前停留場 (14)